# آودان (امیرداغ)
آودان (به ترکی استانبولی: Avdan) یک منطقهٔ مسکونی در ترکیه است که در امیرداغ واقع شده‌است.